# Villa Granito di Belmonte

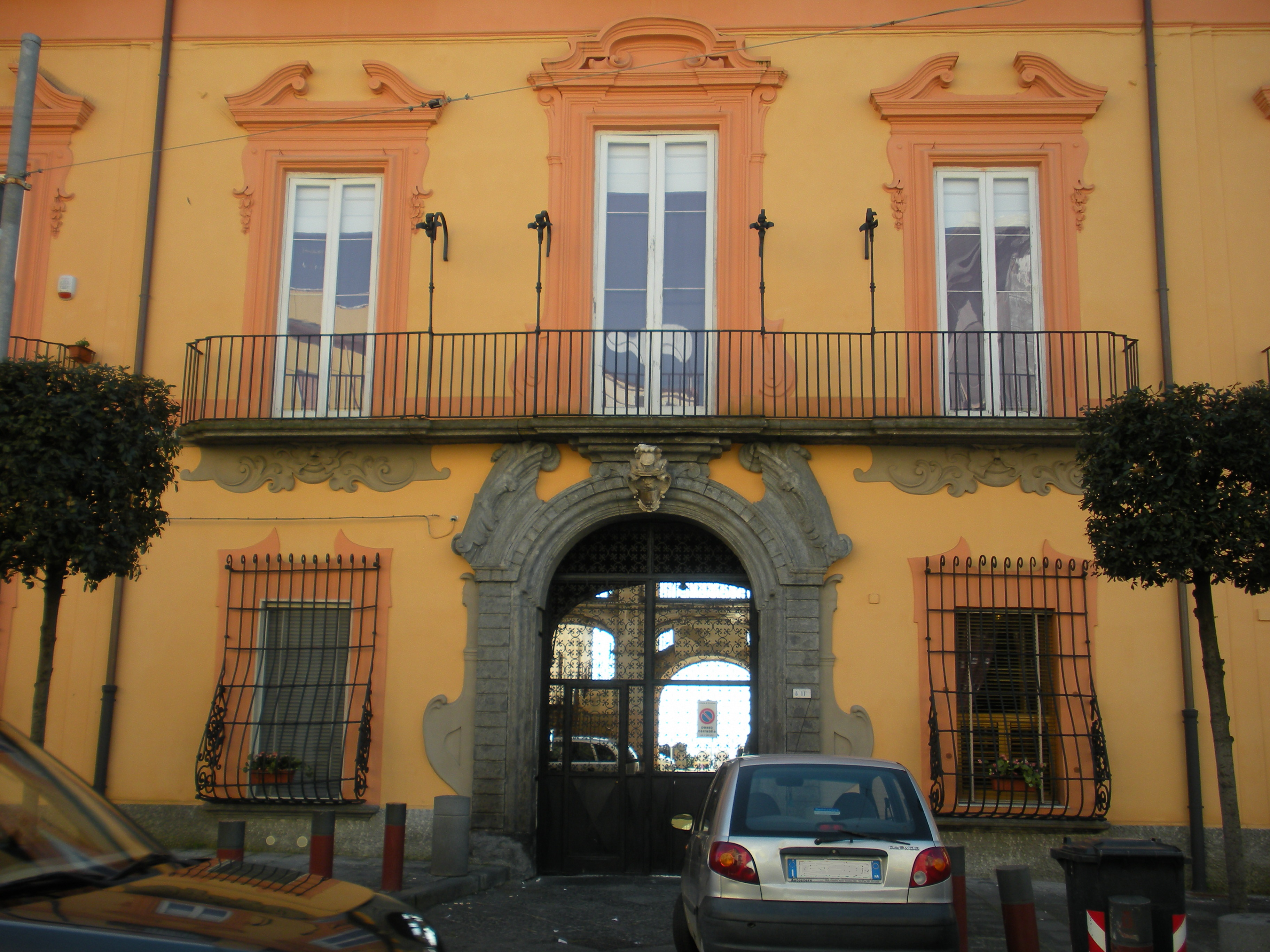
Villa Granito di Belmonte in Ercolano

Die Villa Granito di Belmonte ist ein Landhaus aus dem 18. Jahrhundert in Ercolano in der italienischen Region Kampanien. Es liegt am Corso Resina, 11. Es erscheint auf der Karte des Duca di Noja.

## Geschichte
Der Prinz Granito di Belmonte ließ es Mitte des 18. Jahrhunderts an der Kreuzung der Via Regia delle Calabrie (heute Corso Resina) mit der Via Cecere (heute Via Roma) erbauen. Sie gehört zu einer Gruppe von Villen des 18. Jahrhunderts auf dem Gebiet von Ercolano zwischen der Reggia di Portici und dem Zentrum von Resìna.
Auch wenn sie physisch von den Villen der Miglio d’oro getrennt ist, erreichte sie diese in Eleganz und Originalität.
1911 wurde die Villa von Gioacchino di Belmonte an Paolo Signorini, den Eigentümer der Cirio, verkauft, der sie zusammen mit einem anderen Landhaus kaufte, das unweit der Villa Granito di Belmonte an der Via Roma liegt und noch heute seinen Namen trägt. Aus diesem Grunde heißt die hier beschriebene Villa auch „Villa Signorini II“ oder „Villa Signorini di Sopra“.

## Beschreibung
Die Fassade ist unregelmäßig; ein Baukörper springt auf der linken Seite vor. Das schöne Portal aus Piperno ist mit Voluten aus Stuck verziert, den man auch an den Tympana der Fenster im ersten Obergeschoss findet. Der Empfangssalon mit Gewölbedecke, die mit einem Fresko des Familienwappens der „Granitos“ versehen ist, führt zum Innenhof, der zum Meer hin mit einer eleganten Treppe verschlossen ist, die das interessanteste Element des Gebäudes enthält: Zwei symmetrische Züge mit Korbbogengewölbedecke, die sich auf der Rückseite der breiten Aussichtsloggia treffen. Der Baustil und die Dekorationen erinnern an andere Bauwerke von Vaccaro.
Im 19. Jahrhundert wurde von der Villa neben einer Aufstockung um ein zweites Obergeschoss, die bei allen Villen aus dem 18. Jahrhundert durchgeführt wurde, der Flügel zur Via Roma hin erweitert, bis er eine Seite der Monumentaltreppe abdeckte.
In den Räumlichkeiten im ersten Obergeschoss sind Spuren der originalen Dekorationen erhalten.